# Kristi Richards
Pour les articles homonymes, voir Richards.
Kristi Richards, née le 27 octobre 1981 à Penticton en Colombie-Britannique, est une skieuse acrobatique canadienne. Elle a gagné l'épreuve des bosses féminines aux Championnats du monde de ski acrobatique 2007 à Madonna di Campiglio devant sa compatriote Jennifer Heil.

## Palmarès

### Jeux olympiques d'hiver
- Jeux Olympiques de 2006 à Turin (Italie) :
  - 7e de l'épreuve des bosses.

### Championnats du Monde
- Championnats du monde de 2007 à Madonna di Campiglio (Italie) :
  -  Médaille d'or sur l'épreuve des bosses.

### Coupe du Monde
- 10 podiums dont 2 victoires.

Palmarès au 11 décembre 2010